# Toastmasters
Toastmasters International (TI) è un'organizzazione educativa non a fini di lucro che opera attraverso club in tutto il mondo con lo scopo di aiutare i membri a migliorare la propria comunicazione, le competenze nel parlare in pubblico e le competenze di leadership. Attraverso migliaia di club affiliati, Toastmasters International offre un programma di progetti educativi di comunicazione e di leadership progettati per aiutare uomini e donne ad imparare l'arte del parlare, dell'ascoltare e del riflettere.
L'organizzazione si sviluppò da un singolo club, lo Smedley Club Numero 1, che divenne il primo club Toastmasters. Fu fondato da Ralph C. Smedley il 22 ottobre 1924 nel YMCA di Santa Ana in California, Stati Uniti. L'organizzazione Toastmasters International si è costituita secondo le leggi della California il 19 dicembre 1932. Nel corso della sua storia, Toastmasters ha servito oltre quattro milioni di persone e oggi l'organizzazione è al servizio di oltre 300000 membri in più di 130 paesi attraverso più di 14000 club affiliati.

## Condizione di socio
Nell'ottobre del 2013 gli iscritti erano 292.000 e i club attivi 14.350 localizzati negli Stati Uniti d'America, in Canada e in altri 120 paesi, tra cui l'Italia. Il numero di membri negli Stati Uniti è cresciuto del 3% nel 2007 e continua a crescere rapidamente in molti paesi. I membri Toastmaster appartengono ai club locali, che generalmente hanno tra i 10 ed i 40 membri, essendo 20 membri la dimensione tipica di un club. I club locali si riuniscono regolarmente affinché i membri facciano pratica delle diverse competenze utili per parlare in pubblico, tra cui: tenere discorsi, parlare improvvisando, ascoltare e dare reciprocamente riscontro e valutazioni costruttive. Qualche club si incontra mensilmente, qualcuno ogni due settimane e qualcuno settimanalmente.
L'iscrizione è aperta a tutte le persone di almeno 18 anni che desiderano migliorare le loro capacità nel comunicare. Toastmasters International ha una politica di non discriminazione di etnia, nazionalità e genere. Sebbene Toastmasters sia nato come organizzazione esclusivamente maschile, l'iscrizione alle donne è stata aperta nell'agosto 1973. Alcuni club, chiamati “club chiusi” o “club interni”, organizzati all'interno di aziende limitano il diritto di iscrizione agli appartenenti l'organizzazione; questa è la sola restrizione applicabile ai soci permessa dall'organizzazione internazionale. Ogni tanto si costituiscono club avanzati ed è preferibile aver completato un certo numero di discorsi (per esempio 10) prima di entrare in questi club.
Su richiesta presso scuole o istituzioni possono essere costituiti dei Gavel Club, in italiano "Club martelletto", quello usato dal giudice o dal banditore di un'asta. Questi sono gruppi di minorenni o altri gruppi di persone prive dei requisiti per associarsi a Toastmasters International. Lo scopo è consentire loro l'esperienza di Toastmasters. A parte l'assenza di restrizioni di età per i membri e il fatto che nessun titolo Toastmasters quali CC, CL, AT, ecc. viene assegnato, il beneficio che si riceve da un Gavel Club è essenzialmente lo stesso di quello di un club Toastmasters. Ha anche un programma per la Leadership giovanile, che è un programma in otto sessioni che introduce i bambini in età scolare all'arte del parlare in pubblico. Questi programmi di Leadership giovanile sono condotti da membri dei club Toastmasters nell'area locale. I programmi consentono ai membri attivi che si impegnano di guadagnare confidenza ed esperienza nell'arte del parlare in pubblico.

## Programma educativo

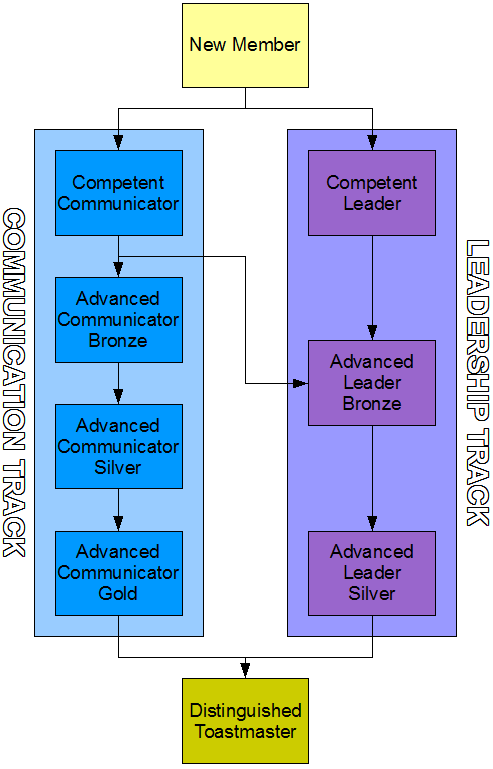
Curriculum di Toastmasters International, percorso formativo e riconoscimenti. Le frecce indicano la progressione dei riconoscimenti.

I club Toastmasters adottano la filosofia “imparare facendo”, in cui ogni membro apprende al ritmo più appropriato per le sue necessità di sviluppo. Il programma Toastmasters è diviso in due percorsi separati, Comunicazione e Leadership e i membri progrediscono lungo ciascun percorso presentando discorsi e assumendo ruoli nel club, nel distretto ed in seno all'organizzazione Toastmasters International stessa.
Toastmasters si è trasformato da organizzazione soltanto anglofona a una che sviluppa le capacità di comunicazione in parecchie lingue. Ci sono club in molte lingue, comprese italiano, cinese (cantonese e cinese),  francese, tedesco, giapponese, spagnolo e tamil, tra le tante. Il manuale di base (manuale “Competent Communication” descritto più avanti) può essere acquistato in cinese (semplificato e tradizionale), francese, tedesco, giapponese, spagnolo così come in inglese.
Gradualmente in programma educativo è stato sostituito dal più recente Pathways che fa uso si una piattaforma di eLearning e non più di manuali cartacei, che possono comunque essere acquistati a parte da chi preferisse questo formato. 

### Far pratica di comunicazione
Il cuore del curriculum di un Toastmasters è il percorso di comunicazione, definito dal manuale Competent Communication (un tempo chiamato programma di comunicazione e leadership) e da una serie di quindici manuali avanzati. Il manuale di Competent Communication consiste di dieci progetti di discorso di difficoltà crescente per sviluppare competenze in progressione. I manuali avanzati hanno cinque progetti ciascuno e ogni manuale si concentra su un aspetto della comunicazione quali presentazioni tecniche, narrazione o comunicazione interpersonale.
Per ogni progetto il membro prepara e tiene un discorso di fronte al club. Gli oratori sono tenuti a fare il loro discorso in uno specifico lasso di tempo. Per la maggior parte dei discorsi del manuale Competent Communication il limite è dai cinque ai sette minuti. I discorsi dei progetti di comunicazione avanzata durano generalmente tra i dieci ed i quindici minuti, sebbene qualcuno possa durare fino a mezz'ora. Dopo che il membro ha tenuto la sua presentazione, un altro Toastmaster valuta l'oratore sulla base di criteri specifici per ciascun progetto. La caratteristica distintiva dei club Toastmaster è la valutazione continua. Ogni attività del club è valutata: i discorsi sono valutati sia oralmente durante le riunioni sia sul manuale del membro. In qualche club anche i valutatori stessi sono valutati alla fine della riunione da un valutatore generale (General Evaluator), anch'esso membro del club. Questo riscontro quasi immediato fornisce al membro informazioni su come possa migliorare le sue capacità di comunicazione per il discorso seguente ed è inteso essere un'esperienza positiva per l'oratore.
Le valutazioni orali sono intese anche per aiutare il valutatore a migliorare la sua abilità nel fornire indicazioni costruttive ad altri Toastmaster. Imparare a dare riscontri sviluppa molte competenze, tra cui: ascolto efficace, come motivare, incoraggiare e supportare altri membri, come sviluppare e presentare brevi valutazioni con preparazione ridotta. Il linguaggio è un elemento importante della valutazione efficace e così anche la sua struttura. La struttura di una valutazione Toastmaster potrebbe essere definita come il “riscontro a panino”, il metodo LAL (Lode, Area di miglioramento, Lode) o metodo ERE (Elogiare, Raccomandare, Elogiare).
Dopo aver completato i dieci progetti del manuale Competent Communication, un membro ottiene il titolo di Competent Communicator e ha diritto di aggiungere la sigla CC dopo il suo nome nell'ambito di Toastmasters. Per questo risultato prima di luglio 2008 Toastmasters assegnava il titolo Competent Toastmasters (sigla post-nome CTM). Dopo aver raggiunto il CC il membro Toastmaster può seguire progetti più avanzati. Ci sono 15 manuali di livelli avanzati nel programma Toastmasters, ognuno consiste di cinque progetti. Questi manuali includono progetti su presentazioni vendite, parlare per informare, discorsi per la direzione, lettura interpretativa, parlare in televisione, intrattenimento a cena, comunicare con nuovi mezzi, comunicazione interpersonale e altri. I titoli di Advanced Communicator sono assegnati ai membri che hanno completato due manuali per livello, così come aver ricoperto altri ruoli. Ci sono tre livelli di Comunicatore Avanzato: Bronzo, Argento ed Oro con le rispettive siglie post-nome ACB, ACS e ACG. Per questi risultati prima di luglio 2008 Toastmasters assegnava i titoli Advanced Toastmaster Bronze, Advanced Toastmaster Silver ed Advanced Toastmaster Gold con le rispettive sigle post-nome ATM-B, ATM-S e ATM-G. Queste a loro volta in origine costituivano l'acronimo di Able Toastmaster.
Oltre ai manuali di diversi progetti, Toastmasters fornisce una serie di programmi educativi e pacchetti seminario che i membri possono presentare. La “Serie Miglior Speaker” è una collezione di moduli formativi che insegnano alcuni aspetti del preparare e tenere presentazioni. C'è anche il programma di seminari dal nome Success/Communication, come il programma Speechcraft, che i membri possono presentare all'interno o all'esterno del club per un certo numero di incontri.

### Formazione alla leadership
Toastmasters insegna anche capacità di leadership. Questo è in parte dovuto al fatto che Toastmasters International è composta completamente da volontari, a eccezione di uno staff di circa 90 persone pagate presso il quartier generale mondiale. Anche il consiglio di amministrazione è composto da volontari che continuano a essere iscritti a club locali e non percepiscono compenso.
Quando una persona entra in un club Toastmasters riceve una copia del manuale Competent Leadership che contiene dieci progetti. I progetti possono essere completati con ruoli di servizio nei vari meeting, così come con la partecipazione e/o l'organizzazione di concorsi di club, campagne di appartenenza e campagne di relazioni pubbliche nel loro club. Questo manuale può essere completato in meno di cinque o sei mesi, sebbene la maggior parte membri impieghi più tempo per completare i suoi progetti. Al termine un membro può ottenere il suo titolo di Competent Leader (sigla post-nome CL).
Dopo aver completato il manuale di Competent Leadership, i membri possono proseguire verso i titoli di Leader Avanzato, che sono divisi in due livelli, bronzo e argento (con sigla post-nome ALB e la ALS, rispettivamente). I requisiti del livello Bronze includono il servizio di minimo sei mesi come dirigente di club, partecipando alla creazione di un piano di club di successo durante il servizio, e partecipando alla formazione dei dirigenti. Inoltre, i candidati ALB deve aver raggiunto il loro Competent Communicator Award, e condotto due programmi educativi da Toastmasters la serie “Club di Successo” (The Successful Club Series) e/o la serie “Eccellenza nella leadership” (The Leadership Excellence Series). Per raggiungere il livello Argento dell’Advanced Leadership sono necessari ulteriori requisiti: un anno di servizio come dirigente di distretto, il completamento di un programma High Performance Leadership, e l'essere uno sponsor, un mentore o un coach di un club.
Toastmasters ha realizzato una serie di procedure e materiali per la formazione dei suoi membri e funzionari per sviluppare capacità di leadership di base. Molti distretti tengono due volte l'anno sessioni di formazione per i dirigenti, note come Toastmasters Leadership Institute (originariamente chiamate Toastmasters University). La formazione è destinata ai dirigenti di club e a tutti gli altri membri che desiderano partecipare. Sono incoraggiate divisioni all'interno dei distretti per proporre corsi di formazione ai dirigenti di club più piccoli, soprattutto nei grandi distretti in cui può essere difficile per tutti i dirigenti del club a partecipare a una sessione di TLI. Le conferenze Toastmasters, che si tengono anche due volte l'anno in ciascun distretto, forniscono altre opportunità di imparare doti di leadership.
Le riunioni del Club danno ai membri la possibilità di imparare le procedure (parliamentary procedure) e il galateo dell'incontro che possono essere importante nei mondi degli affari e della politica. Sebbene alcuni aspetti della procedura parlamentare e dell'etichetta siano presenti in tutto l'incontro, la parte di business di una riunione del club consente di approfondire maggiormente l'esperienza. Inoltre Toastmasters prevede nelle serie di seminari Success/Leadership un programma in cinque parti sulla procedura parlamentare.
Toastmasters fornisce una serie di moduli formativi al di fuori del normale programma di studi basato sui progetti per insegnare ai membri le capacità di leadership. Questi includono la serie “Eccellenza nella leadership” (The Leadership Excellence Series) che si occupa di capacità di leadership individuali, e la serie “Club di Successo” (The Successful Club Series) che si rivolge al club come gruppo. Parallelamente al programma Success/Communication esiste anche il programma Success/Leadership. Come per il programma Success/Communication, questi programmi possono essere presentati ai non-soci, all'interno o fuori del club.

### Distinguished Toastmaster (Toastmaster illustre)
Toastmasters concede la sua più alta onorificenza, Distinguished Toastmaster (DTM) ai soci che hanno raggiunto entrambi i livelli Advanced Communication Gold (ACG) e Advanced Leader Silver (ALS). Per raggiungere la qualifica DTM sono necessari in genere 5 a 8 anni di servizio dedicato e di leadership nel proprio club locale, l'area e divisione. I candidati DTM dovranno eseguire anche più di 40 presentazioni al pubblico sia all'interno del club e nella comunità per ottenere i prerequisiti di Competent Communicator e di Advanced Communicator. Meno di 12.000 Toastmaster su 4 milioni di membri passati e presenti hanno raggiunto la qualifica di DTM. Alcuni membri Toastmasters particolarmente impegnati hanno ottenuto molteplici qualifiche DTM. I membri che hanno guadagnato il loro DTM sono solitamente presentati in una conferenza di distretto e onorati con una medaglia per la loro impresa. Il titolo Distinguished Toastmaster non è necessariamente la fine del viaggio per la maggior parte dei Toastmaster. Molti Toastmaster rientrano nel programma e lo ripetono nuovamente. Ogni iterazione del programma offre un'ulteriore esperienza individuale nella direzione scelta o in una direzione completamente nuova a propria discrezione.

## Riunioni del club e ruoli nella riunione
Ogni club Toastmasters si riunisce con regolarità, almeno 12 volte l'anno. Ogni club si riunisce per una o due ore, a seconda del club. Ogni incontro ha un formato strutturato, con vari membri che partecipano nei diversi ruoli durante le riunioni. L'incontro è gestito da un Toastmaster del giorno (Toastmaster of the day TMOD o TME per Toastmaster della Sera).
Ci sono tre parti di base per l'incontro Toastmasters: i discorsi preparati, il Table Topic e le valutazioni. Nella parte dei discorsi preparati della riunione, diversi Toastmaster terranno davanti al gruppo una presentazione o un discorso preparato in anticipo. I discorsi di solito sono progettati per soddisfare le esigenze di uno dei progetti nei manuali di comunicazione. Il Table Topic è un esercizio di discorso estemporaneo in cui l'oratore parla “a braccio”, cioè l'oratore risponde a una domanda o parla di un argomento che non conosce in anticipo. Il Table Topic Master presenta il tema ed invita un individuo, membro oppure ospite, a rispondere. Ogni persona chiamata ha da 1 a 2 minuti per rispondere.
La sessione di valutazione è quella in cui viene fornito un riscontro a tutti i membri, inclusi coloro che hanno tenuto un discorso preparato. La sessione di valutazione è presieduta da un valutatore generale (General Evaluator), che invita i singoli valutatori dei discorsi a dare una valutazione della durata di 2-3 minuti sulle presentazioni precedenti. Dopo che i valutatori hanno finito di fornire le loro valutazioni, il valutatore generale interpella gli altri valutatori di supporto che sono:
- valutatore della grammatica (Grammarian): che nota errori di pronuncia e di grammatica, parole ripetute. In alcuni club, il Grammarian sottolinea anche l'utilizzo positivo del linguaggio, tra cui espressioni gradevoli, formulazioni intelligenti e soprattutto utilizzo poetico o eccezionale del linguaggio. Nei club multilingue ce ne possono essere uno per ogni lingua (tipicamente inglese e lingua del paese del club).
- ah counter: tiene traccia di pause udibili come “ah”, “ER”, “um”, “bene” e “si sa”, intercalari ripetuti, riempitivi e prolungamenti vocalici. Questi sono anche chiamati embolalia, che sono pause o riempitivi nel flusso di un discorso che capitano naturalmente. In alcuni locali, il ruolo del grammatico e dell'Ah-Counter sono combinati.
- timer della riunione: riporta quanto tempo ciascun oratore, ciascun valutatore e ciascun partecipante al Table Topic ha usato per la sua presentazione. Poi il General Evaluator dà la sua valutazione complessiva della riunione e formula raccomandazioni su come migliorare i futuri incontri. Alcuni club hanno dei valutatori per il Table Topic che valutano le risposte dei membri; per quelli privi di questa funzione il General Evaluator ricopre spesso questo ruolo. Inoltre, alcuni club hanno un round robin di valutazione avanzata per gli oratori. Oltre al valutatore designato che fornisce una valutazione registrata sul manuale del membro, agli altri partecipanti alla riunione vengono richiesti ulteriori commenti sulla presentazione in forma scritta.

Talvolta ci sono altri ruoli in programma, a seconda del club. Per esempio, ci può essere un invocatore (Invocator) che dà una chiamata o di apertura di ispirazione, un raccontatore (Master Humour, Jokemaster, o Raconteur) che racconta una storia divertente o una barzelletta, un Wordmaster o Lexicologist che presenta la “parola del giorno” per aiutare gli iscritti ad arricchire il proprio vocabolario (con l'intenzione che i membri usino la parola del giorno nelle loro presentazioni), un ascoltatore (Listener) che pone delle domande dopo le presentazioni per assicurarsi che tutti stessero ascoltando, e / o un premiatore (Award Presenter),che premia i vincitori al termine della riunione. Alcuni club hanno tengono anche presentazioni chiamate “Educational” in cui un oratore presenta un aspetto educativo di Toastmasters. In molti club i membri votano il miglior oratore, il miglior “Table Topic Speaker” ed il miglior valutatore della riunione. I vincitori solitamente ottengono un nastro da conservare oppure un trofeo “viaggiante” da tenersi sino all'incontro successivo, durante il quale il trofeo sarà passato ai prossimi vincitori. Ci deve quindi essere un scrutatore dei voti che raccoglie le schede dai presenti. Lo scrutatore può anche raccogliere le valutazioni scritte da consegnare alle persone che hanno presentato i discorsi preparati. I Club tedeschi hanno introdotto il ruolo di Pub Master che è responsabile di riservare un tavolo e aprire la strada verso un pub o ristorante per una riunione informale dopo la sessione Toastmaster.
Il palinsesto del programma varia da paese a paese e da club a club. Molti club che tengono le riunioni a mezzogiorno ed altri club che hanno vincoli di tempo sono organizzati in modo da fare prima i discorsi preparati, seguiti dalla sessione di improvvisazione (Table Topic), e quindi dalle valutazioni. Questo è il programma standard per i club in Italia ed in Sud Africa. I club che si riuniscono all'ora di cena negli Stati Uniti tendono a fare il Table Topic prima e poi tutti si siedono e si rilassano per i discorsi preparati che si tengono nel dopo-cena. In alternativa alcuni club che sono molto attenti al tempo impiegato tengono prima i discorsi preparati, poi le valutazioni, conservando il Table Topic per ultimo.

## Conferenze e formazione degli esecutivi
Oltre alle riunioni del club, Toastmasters offre opportunità di formazione attraverso le manifestazioni organizzate a livello internazionale e di distretto. I distretti devono ospitare un minimo di quattro eventi ogni anno: la formazione dei dirigenti dei club nei periodi di giugno-agosto e di dicembre-febbraio, e due conferenze di distretto in primavera e autunno.
Toastmasters International ospita una convenzione annuale ogni agosto, in una città diversa ogni anno. La convenzione internazionale svolge le proprie attività come eleggere gli ufficiali internazionali, ospita sessioni educative per i Toastmasters membri, ed ospita anche le fasi finali del Toastmasters International Speech Contest, che è una gara internazionale di discorsi tra membri dei diversi club. La convenzione internazionale è anche l'occasione in cui Toastmasters offre in premio il martello d'Oro ad una persona "che ha dimostrato capacità esemplificando i principi di Toastmasters International, in particolare nel campo della comunicazione e leadership". Questo premio è concesso ogni anno dal 1959, sul sito web ufficiale è presente un elenco di tutti i premiati.

## Ulteriori programmi
Oltre a club e conferenze, Toastmasters offre un numero di programmi disponibili ai non membri. Questi programmi sono gestiti da membri Toastmasters e spesso, ma non sempre, danno ai soci dei punti premio sul curriculum. Toastmasters International incoraggia i suoi club membri ed i distretti a tenere discorsi in ambienti esterni ai club.
Innanzitutto, i moduli delle serie Successo/Comunicazione e Successo/Leadership sono promossi da Toastmasters per la presentazione a persone al di fuori di Toastmasters. Ogni serie è una raccolta di sei moduli pensati per essere presentati come seminari da un membro attivo del club. Toastmasters incoraggia la presentazione di questi moduli all'interno del club per migliorare le capacità, e fuori dal club per promuovere Toastmasters. In particolare, Toastmasters promuove il suo modulo Speechcraft come il suo principale strumento per raccogliere adesioni, in quanto il modulo consente ai partecipanti con esperienza di scrivere e presentare interventi con l'aiuto di un coordinatore e di altri partecipanti.
Toastmasters offre anche il programma Accredited Speaker (oratore accreditato) per distinguere i membri di Toastmasters club che sono speaker professionisti. Il programma prevede che i richiedenti abbiano ottenuto la qualifica ACB (Advanced Communicator Bronze) o equivalenti, così come a coloro che hanno tenuto almeno venticinque discorsi nei tre anni precedenti la richiesta.
Infine, il Programma di Leadership della Gioventù offre alcuni dei vantaggi di Toastmasters ai ragazzi, soprattutto con la formazione di ruoli di leadership e con qualche possibilità di parlare in pubblico.

## Organizzazione

### Club
L'unità principale dell'organizzazione Toastmasters è il club. I membri possono appartenere a uno o più club, anche se la maggior parte dei membri appartengono ad un singolo club. L'appartenenza a un club può essere aperto o chiuso. I club aperti sono quelli in cui ogni persona può chiedere di entrare, mentre i club chiusi pongono dei vincoli per l'iscrizione, generalmente accettando soltanto persone che lavorano nella stessa organizzazione, nello stesso palazzo (office tower),e così via. Alcuni club sono avanzati e l'adesione è di solito concesso solo per ai membri Toastmasters che hanno ottenuto il livello di Competent Toastmaster oppure Competent Communicator.
I requisiti minimi per un club sono sei o più membri, e un minimo di tre ufficiali (il presidente del club, un vicepresidente e segretario). Affinché un club di nuova formazione sia riconosciuto come un Toastmasters club, è richiesto un minimo di 20 soci; questo limite è solitamente indicati come vincolo per l'atto costitutivo del club quando si discute l'adesione. Il club medio ha circa 20 membri, e sei delle sette posizioni nel comitato esecutivo sono coperte. Gli ufficiali del club sono, in ordine di importanza:
- Presidente
- Vicepresidente dell'istruzione (VPE Vicepresident Education)
- Vicepresidente delle adesioni (VPM Vicepresident Membership)
- Vicepresidente Relazioni Pubbliche (VPPR Vicepresident Public Relations)
- Segretario
- Tesoriere
- Sergente d'armi (SAA Sergeant at Arms)

Il Presidente uscente della precedente gestione, detto anche Immediate Past President, ha nel Comitato Esecutivo del Club un ruolo consultivo.
A seconda dello statuto del club, i dirigenti sono eletti ogni anno o ogni sei mesi, con le elezioni che si svolgono ogni maggio (e nei club semestrali anche in novembre). L'incarico come ufficiali del Comitato Esecutivo inizia il 1º luglio e nei club semestrali anche il 1º gennaio. I membri possono ricoprire cariche anche in più mandati senza interruzione; l'unica restrizione è che il presidente di club non può servire più di 12 mesi consecutivi.

### Distretti
Sopra il livello dei club ci sono i distretti Toastmasters. L'obiettivo primario di un distretto è di sostenere i club all'interno del quartiere, di solito di fornire opportunità di formazione per i membri e promuovere Toastmasters a grandi organizzazioni al di fuori della portata dei singoli club. I distretti sono determinati geograficamente, e di solito vengono suddivisi quando il numero di club cresce oltre un certo numero. Non tutti i club appartengono ad un distretto, ma esistono quartieri territoriali e distretti provvisori in modo che ai club all'esterno dei distretti possa essere offerto un simile livello di sostegno. Vi sono anche pochi club all'esterno di una di queste strutture.
I Distretti sono organizzati al loro interno in divisioni (gruppi da tre a sette aree) e aree (gruppi da quattro a sette club). Ogni area ed ogni divisione ha un governatore, e di solito anche un Assistente Governatore dell'Istruzione ed un Assistente Marketing. Questi aiutano il Governatore nel promuovere il percorso Toastmasters nonché l'adesione ai club sotto la loro competenza.
La direzione del distretto è portata avanti da un consiglio di distretto, composto di vari ufficiali di distretto, tra cui i governatori di area e di divisione, il presidente ed il VPE di ogni club nel distretto. Gli ufficiali supplementari del distretto sono:
- Governatore Distrettuale
- Luogotenente Governatore dell'istruzione e della formazione
- Luogotenente Governatore Marketing
- Responsabile Relazioni Pubbliche
- Segretario distrettuale
- Tesoriere distrettuale

Solo i tre più alti funzionari distrettuali, nonché i governatori di divisione, sono eletti. Le altre posizioni all'interno di un distretto (come il sergente d'armi) possono essere nominate dal governatore distrettuale, sebbene anch'essi possano essere eletti in alcuni distretti.

### Quartier generale (Internazionale)
Sopra il distretto, il consiglio di amministrazione gestisce l'attività complessiva dell'organizzazione. Il consiglio di amministrazione è composto da diversi funzionari, direttori internazionali eletti da diverse regioni (insiemi di distretti geograficamente vicini). Il consiglio di amministrazione è assistito nelle attività giorno per giorno dal personale del quartier generale. Il personale è diretto dal direttore esecutivo. In aggiunta ai 16 direttori internazionali (uno per ogni regione), il consiglio di amministrazione ha i seguenti ufficiali:
- Presidente Internazionale
- Presidente eletto
- Primo vicepresidente
- Secondo vicepresidente
- Presidente Uscente
- Direttore esecutivo (ex officio)

Inoltre, tutti gli attuali governatori distrettuali sono considerati membri del consiglio di amministrazione.

## Competizioni
Ogni distretto promuove una competizione internazionale di discorsi e fino a tre altri concorsi da un elenco di quattro: discorsi umoristici, racconti, Table Topic (improvvisazione) e valutazione.
I concorsi permettono ai membri di esercitare le loro abilità di comunicazione in condizioni impegnative, di vedere gli sforzi di qualificati esponenti di altri club, e di fornire intrattenimento durante riunioni di lavoro o cene. Il vincitore di ciascuna delle quattro principali competizioni tra club passa al livello successivo, l’'Area Contest'. Il vincitore dell'Area Contest passa alla successiva competizione di divisione ed il vincitore della competizione di divisione passa al concorso di distretto. La maggior parte delle competizione si arresta a livello distrettuale. L'unica eccezione è il concorso internazionale, che continua con le semifinali e quindi ai livelli internazionali.
I discorsi nelle competizioni sono cronometrati e la durata dei cinque concorsi ufficiali sono stabiliti da Toastmasters International. I concorrenti i cui discorsi sono più brevi del tempo minimo o più lunghi del tempo massimo di oltre trenta secondi sono squalificati; tuttavia, nel caso di un problema tecnico con l'equipaggiamento per misurare o visualizzare il tempo materiale, ai partecipanti vengono concessi ulteriori trenta secondi prima della squalifica.
Ogni concorso ha le sue norme in materia di contenuti e di valutazione dei concorrenti. Nel Concorso Internazionale di discorsi, il contendente sceglie l'argomento ed il tipo di discorso da tenere ed il discorso è giudicato sulla base della presentazione globale utilizzando un sistema a punti per le varie categorie di competenze che un oratore deve possedere. In una competizione di discorsi umoristici, questi sono giudicati utilizzando una serie diversa di categorie che comprendono come l'umorismo è stato utilizzato. Nella competizione di Tall Tales (storie esagerate), il giudizio è basato sulla capacità oratorie e sull'uso dell'esagerazione a fini umoristici. In un concorso di valutazione un oratore modello (a volte chiamato oratore di prova o oratore obiettivo) tiene un discorso poi tutti i concorrenti lasciano la camera. Uno alla volta poi rientra per valutare lo stesso discorso. Nella competizione di improvvisazione, i concorrenti entrano in sala uno alla volta e sono sottoposti alla stessa domanda, senza essere stati preventivamente informati sull'argomento, e viene giudicata la qualità della loro risposta.
I giudici valutano i concorrenti con un sistema di valutazione numerico su una vasta gamma di criteri dipendenti dal tipo di discorso. Questi punteggi vengono sommati per avere un punteggio singolo. Il punteggio è utilizzato per definire la classifica dei primi tre candidati. Un tabellone di conteggio è utilizzato per determinare il vincitore dalla classifica. Ogni concorso ha un giudice speciale per gli spareggi. Questo giudice stila una classifica di tutti i concorrenti ed in caso di parità tra due o più concorrenti il vincitore sarà quello di loro che compare davanti agli altri in questa classifica.

### Concorso internazionale
Il Concorso Internazionale di discorsi è un concorso annuale Toastmasters che si tiene attraverso tutti i livelli dell'organizzazione. A partire dal livello di club, i concorsi si tengono nei primi mesi dell'anno ed i partecipanti procedono attraverso i livelli superiori fino a raggiungere le finali alla conferenza annuale di Toastmasters. I vincitori di questo concorso si aggiudicano il titolo di “Campione del Mondo di Public Speaking”. I concorrenti dai club Toastmasters di tutto il mondo entrano in questo concorso; tuttavia, i membri di club che non appartengono ad un distretto non sono ammessi a partecipare.
I partecipanti al Concorso Internazionale di discorsi intervento devono avere completato un minimo di sei progetti del percorso Competent Communicator, e devono preparare discorsi totalmente originali per la finale internazionale della competizione. Gli oratori che plagiano o fanno significativo uso di citazioni nel discorso in concorso sono squalificati.
La lista dei vincitori è disponibile sul sito web del Socio.

## Storia

### L'inizio dei Toastmasters club
Toastmasters originariamente inizia come una serie di gruppi per parlare in pubblico organizzati in club da Ralph C. Smedley durante la sua permanenza presso la YMCA. Nel 1904 come direttore educativo della YMCA di Bloomington, ha scoperto che c'era bisogno di formazione, di allenamento nel parlare in pubblico. Da quando Smedley ha progettato un club per allenarsi a parlare in pubblico all'interno della YMCA, cerca alacremente un nome, fino a quando George Sutton, il segretario generale, suggerisce il nome di Toastmasters club. Ai ragazzi il nome piaceva ed il club è stato un successo.
Durante ciascuna riunione del club c'era una rotazione dei compiti ed i membri si avvicendano alla conduzione della serata e nel tenere i discorsi. I brevi interventi erano valutati da Ralph e dagli altri uomini anziani, poi anche i ragazzi sono stati invitati a partecipare alla valutazione per imparare di più. Il club ha svolto il suo compito istituzionale migliorando la leadership e l'arte oratoria all'interno dei gruppi educativi a cui questi giovani uomini erano associati.
Il club durò solo un anno dopo il trasferimento di Ralph Smedley al YMCA di Rock Island in qualità di Segretario Generale nel 1910. Egli organizzò un Toastmasters Club al YMCA di Rock Island che in breve tempo raggiunse il numero di 75 iscritti. Quando Ralph Smedley lasciò il YMCA di Rock Island, anche il Toastmasters Club chiuse in breve tempo.
Dopo aver trascorso più di due anni lavorando con architetto all'architettura del YMCA, Smedley accettò il posto di segretario del YMCA a San Jose, California, nel settembre 1919, e subito un Toastmasters Club fiorì presso il suo nuovo YMCA. Ancora una volta il club è durato solo poco tempo dopo il trasferimento di Smedley a Santa Ana, California, nel 1922.

### 1924-1927: Formazione del primo club permanente
Poco dopo il passaggio al YMCA di Santa Ana, Smedley organizzò un nuovo Toastmasters club, che divenne il Club n. 1 Di Toastmasters International. Il primo incontro si tenne presso l'edificio YMCA il 22 ottobre 1924. Fino ad allora, il Toastmasters club era un braccio didattico del YMCA.
Nell'autunno del 1925, J. Clark Chamberlain di Anaheim, in California ha visitato il Toastmasters Club. Il successivo inverno, Smedley e Chamberlain organizzarono un secondo club in Anaheim. L'idea di creare altri Toastmasters Club si diffuse a Los Angeles, a Long Beach, e ad altre città del sud della California. I rappresentanti di questi club si riunirono ed organizzarono un'associazione.

### Fondazione di Toastmasters International
Per risparmiare il tempo necessario a rispondere alle molte lettere e richieste, Smedley preparò un “manuale di istruzioni” e “dieci lezioni per parlare in pubblico”, che ciclostilò è rilegò con una copertina in carta. Il 25 ottobre 1928, ottenne i diritti d’autore sulle sue pubblicazioni e la proprietà del marchio “Toastmasters Club”.
La nuova associazione aveva bisogno di un nome, e poiché ormai esisteva un club anche in British Columbia, Canada, scelsero di chiamare l'associazione “Toastmasters International”. C'erano circa 30 club quando fu costituita l'associazione nel 1930. Nel 1932 Toastmasters International fu registrata in California come organizzazione non-profit. Smedley assunse le cariche di Segretario e Editore della nuova associazione mentre continuava la sua opera presso il YMCA.
Nel 1941 egli si dimise da Segretario del YMCA per dedicare più tempo a Toastmasters International. Durante gli anni della guerra ha gestito l'organizzazione in un piccolo ufficio. Terminata la guerra, il nuovo Segretario, Ted Blanding, sostituì Smedley, rimasto attivo come Direttore Didattico per il resto della sua vita e membro permanente del Consiglio di Amministrazione. Nel 1950, Smedley ha scritto Beyond Basic Training. Alla convenzione di Toastmasters International che si tenne dal 18 al 20 agosto 1960 in Atlanta, Georgia, Ralph C. Smedley mostrò un modello dell'allora nuovo quartier generale di Toastmasters International a Santa Ana, California.

### Toastmasters dopo Smedley
Ralph Smedley morì nel 1965.
Nel 1975, Terrence McCann, un lottatore Olimpico, è stato scelto per servire come Direttore Esecutivo di Toastmasters International, una posizione che ha mantenuto fino al pensionamento nel 2001. Fu quindi sostituito da Donna Groh (2001-2008), e poi da Dan Rex (2008 ad oggi).
Nel 1990, Toastmasters International trasferì il suo quartier generale nella sua sede attuale di Rancho Santa Margarita, California, in quanto la vecchia sede di Santa Ana non era sufficientemente grande.